# Wanda Leyko
Wanda Maria Leyko (ur. 1 grudnia 1921 w Bierzynie, zm. 31 grudnia 2015 w Łodzi) – polska biochemik, profesor nauk przyrodniczych.

## Życiorys
Studiowała na Politechnice Łódzkiej, w 1951 r. doktoryzowała się na podstawie pracy zatytułowanej Potencjał utleniająco-redukcyjny cysteiny, w 1960 r. habilitowała się za pracę Związki adeninowe krwi ludzkiej KL. W 1969 r. uzyskała tytuł profesora nauk przyrodniczych. 
Została pracownikiem naukowym w Katedrze Termobiologii na Wydziale Biologii i Ochrony Środowiska Uniwersytetu Łódzkiego i członkiem zwyczajnym Towarzystwa Naukowego Warszawskiego.

## Odznaczenia i wyróżnienia
- Złota Odznaka UŁ[1]
- Nagroda Rektora Uniwersytetu Łódzkiego (wielokrotnie)[1]
- Medal Komisji Edukacji Narodowej[1]
- Tytuł honorowy „Zasłużony Nauczyciel PRL”[1]
- Krzyż Kawalerski Orderu Odrodzenia Polski[1]
- Krzyż Oficerski Orderu Odrodzenia Polski[1]